# NGC 3585

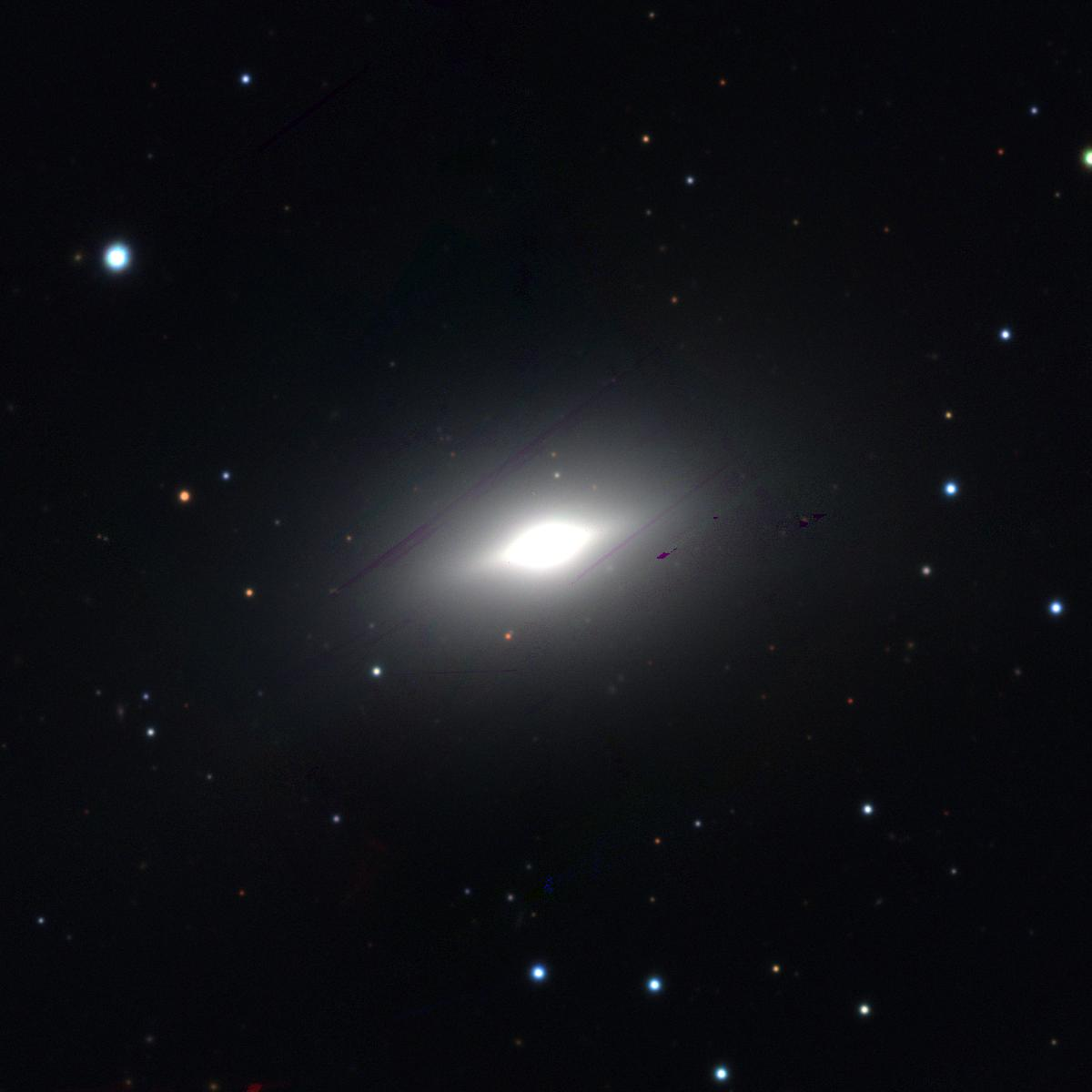
Hình ảnh của NGC 3585

NGC 3585 là tên của một thiên hà elip hay là một thiên hà hình hạt đậu nằm trong chòm sao Trường Xà. Khoảng cách của nó với trái đất của chúng ta là khoảng xấp xỉ 60 triệu năm ánh sáng và kích thước biểu kiến của nó là khoảng 80000 năm ánh sáng. Nó được nhà thiên văn học người Anh gốc Đức William Herschel vào ngày 9 tháng 12 năm 1784.
NGC 3585 là có một khu vực hình đĩa màu đỏ nằm ở lõi thiên hà với trục lớn là khoảng 45" và có thể liên quan đến những đám bụi mịt mù. Nó có khoảng 130 cụm sao cầu có thể là nằm trong thiên hà này. Tổng số lượng cụm sao cầu của nó là gần 550. Con số này là quá thấp nhưng nó là điển hình cho nó, một thiên hà không thuộc bất kì một nhóm hay một cụm thiên hà nào. Dựa trên độ sáng thì những cụm sao ấy là những cụm sao trẻ và các đường cong iophotes bên ngoài của nó thì bất đối xứng, có lẽ là do sự gãy khúc của lực thủy triều.
Ở tâm của NGC 3585 có một lỗ đen siêu khối lượng mà khối lượng của nó là 108,4 lần khối lượng mặt trời dựa trên tỉ lệ gãy khúc của lực thủy triều hay 108.53 ± 0.122 lần khối lượng mặt trời nếu dựa trên các quan sát ở đĩa bao quanh hạt nhân bằng kỹ thuật giao thoa với đường cơ sở rất dài. Còn dựa vào tốc độ phân tán tại lõi quan sát được bằng kính viễn vọng không gian Hubble, khối lượng của nó là vào khoảng 280 đến 490 triệu lần khối lượng mặt trời bằng việc sử dụng mối tương quan M-sigma.

## Dữ liệu hiện tại
Theo như quan sát, đây là thiên hà nằm trong chòm sao Trường Xà và dưới đây là một số dữ liệu khác:
Xích kinh 11h 13m 17.1s
Độ nghiêng −26° 45′ 17″
Giá trị dịch chuyển đỏ 0.004783 ± 0.000040  
Cấp sao biểu kiến 9.9 
Vận tốc xuyên tâm 1,434 ± 12 km/s
Kích thước biểu kiến 4′.7 × 2′.6
Loại thiên hà E7/S0 